# Trash (pel·lícula de 2009)
Trash és una pel·lícula catalana dirigida per Carles Torras, estrenada l'any 2009.

## Argument
Clara haurà de superar diverses ferides sentimentals mentre la resta de la seva família també es troba davant de noves experiències vitals. La seva germana, que està a punt de tenir un fill, actua com a cert nexe entre les històries.

## Repartiment
- Óscar Jaenada (David)
- Judit Uriach (Clara)
- David Selvas (Christian)
- Marta Solaz (Susanna)
- Joël Minguet (Josep)
- Francesc Ferrer (Nacho)
- Carla Nieto (Alicia)
- César Rojas (César)
- Núria Prims (Llum)
- Isak Férriz (Óscar)
- Assumpta Serna (Carme)
- Christian Zataraín (Camilo)
- David Resplandí

## Premis i nominacions

### Premis
- 2010: Premi Gaudí a la Millor música original per Santos Martínez

### Nominacions
- 2010:
  - Nominació al Premi Gaudí a la Millor pel·lícula en llengua catalana per Carles Torras
  - Nominació al Premi Gaudí a la Millor direcció per Carles Torras
  - Nominació al Premi Gaudí a la Millor interpretació femenina principal per Judit Uriach
  - Nominació al Premi Gaudí a la Millor interpretació masculina principal per Óscar Jaenada
  - Nominació al Premi Gaudí a la Millor interpretació femenina secundària per Assumpta Serna
  - Nominació al Premi Gaudí a la Millor interpretació femenina secundària per Marta Solaz
  - Nominació al Premi Gaudí a la Millor interpretació femenina secundària per Núria Prims
  - Nominació al Premi Gaudí al Millor muntatge per Luis de la Madrid i Victor H. Torner
  - Nominació al Premi Gaudí a la Millor direcció artística per Elisabeth Díaz
  - Nominació al Premi Gaudí al Millor so per Èric Arajol, Jordi Rossinyol i Àlex Pérez
  - Nominació al Premi Gaudí al Millor vestuari per Natalia Ferreiro
  - Nominació al Premi Gaudí al Millor maquillatge i perruqueria per Jéssica Aguirre